# Матч за звання чемпіона світу із шахів 2018
Матч за звання чемпіона світу із шахів 2018 (56-й в історії шахів) — матч між чемпіоном світу Магнусом Карлсеном (Норвегія) та переможцем турніру претендентів 2018 року Фабіано Каруаною (США), в якому розіграно титул чемпіона світу із шахів.
Матч складався з 12 партій і був проведення з 9 по 28 листопада 2018 року в Лондоні, у «The College». Призовий фонд: 1 млн євро (60 % переможцеві основних 12 партій, або 55 % переможцеві за додатковими партіями).
Уперше в історії шахів усі основні партії матчу за звання чемпіона світу завершились унічию. У додаткових швидких партіях Карлсен переміг із рахунком 3:0 і захистив титул.

## Правила
Матч на більшість із 12 партій. Завершується достроково, якщо один із гравців набирає понад 6 очок. Контроль часу: 100 хвилин на перші 40 ходів, 50 хв. на наступні 20 ходів і потім 15 хв. на решту партії плюс додаткові 30 секунд за кожен хід у партії, починаючи від першого. Гравці не можуть погоджуватись на нічию до 30-го ходу.
Якщо матч завершиться внічию, додаткові партії будуть зіграні наступного дня в такому порядку:
1. Більшість із 4 партій у швидкі шахи (25 хв. кожному гравцю із додаванням 10 секунд на хід). У випадку рівного рахунку грають бліц;
2. Більшість у міні-матчі (із 2 партій) із бліцу (5 хв. із додаванням 3 секунд на хід). Якщо міні-матч завершився нічиєю, грають наступний (так до п'яти включно). У випадку рівного рахунку грають «армагеддон»;
3. Партія в «армагеддон» обов'язково визначає переможця. Білі мають 5 хв, а чорні — 4 хв на партію. Гравці отримують додатково по 3 секунди на хід після 61-го ходу. У випадку нічиєї переможцем оголошують гравця, який грає чорними.

Контроль часу: 100 хв. на перші 40 ходів; 50 хв. на наступні 20 ходів; 15 хв. на решту партії із додаванням 30 с на кожен хід, починаючи від першого.

## Зала

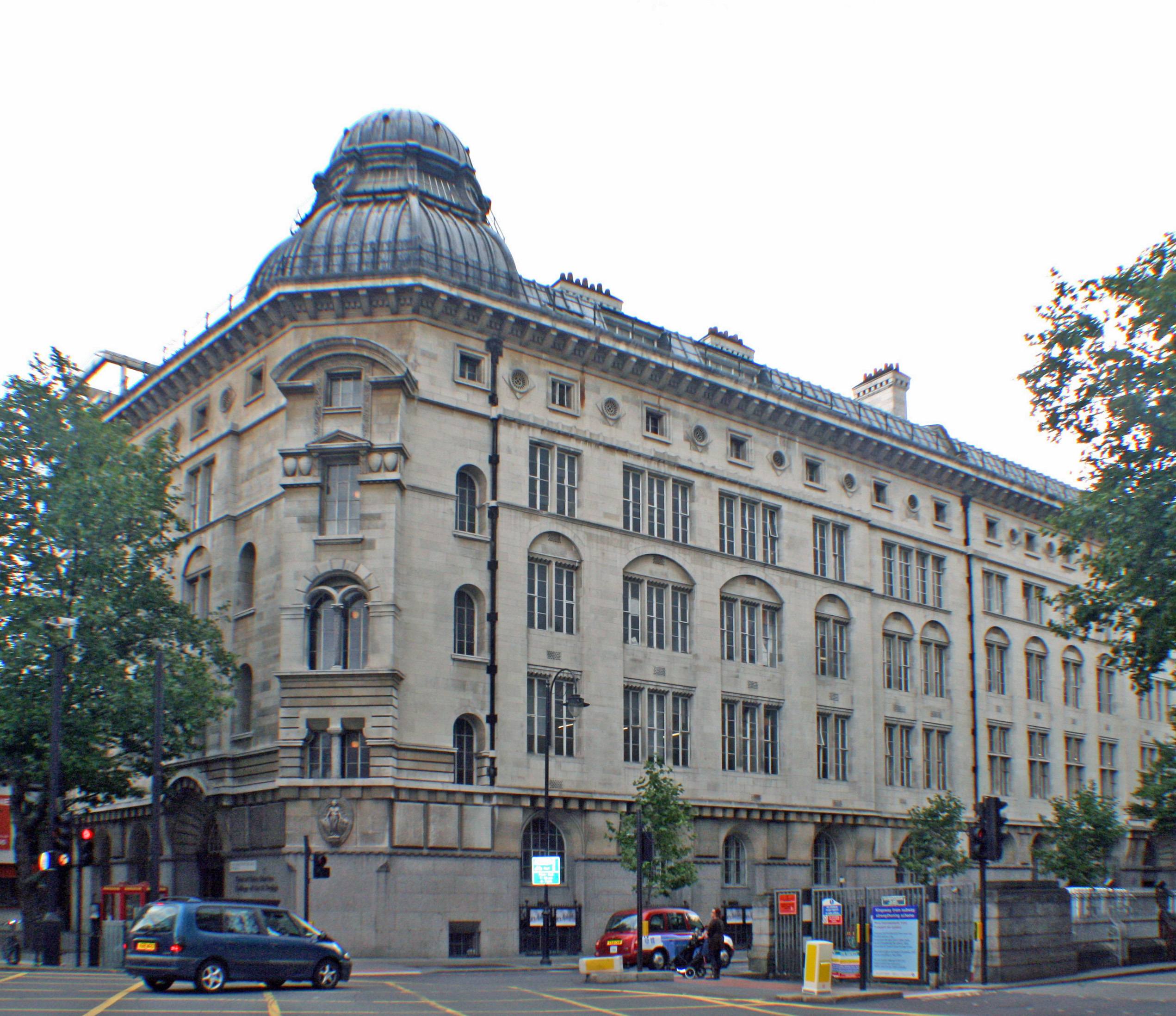

«The College» (адреса: Саутгемптон Ров, 12) розташований у центрі Лондона, в районі Голборн (Holborn), боро Кемден. Глядацька зала розрахована на 400 осіб і має площу близько 100 м².
Організатори відзначають «вікторіанські риси» будівлі, як-от меблі, мармуровий вестибюль і снігозатримувальний скляний купол на даху.
У будівлі розташований Коледж мистецтв і дизайну ім. св. Мартіна, про цей коледж співав англійський рок-гурт «Pulp» у пісні «Common People».

### Церемонія відкриття
О 20:00 у Музеї Вікторії та Альберта розпочалася церемонія відкриття матчу. Ведучий вечора — Джордж Лемб. На церемонії були присутні президент ФІДЕ Аркадій Дворкович, виконавчий директор «World Chess» Ілля Мерензон, № 1 жіночого шахового рейтингу Хоу Іфань і американський актор Вуді Гаррельсон.
Головний арбітр матчу — Стефан Ескарф — провів жеребкування, за яким наступного дня першу партію матчу білими зіграє Ф. Каруана.

## Розклад
| Дата         | День тижня | Подія               |
| ------------ | ---------- | ------------------- |
| 8 листопада  | четвер     | церемонія відкриття |
| 9 листопада  | п'ятниця   | партія 1            |
| 10 листопада | субота     | партія 2            |
| 11 листопада | неділя     | вільний день        |
| 12 листопада | понеділок  | партія 3            |
| 13 листопада | вівторок   | партія 4            |
| 14 листопада | середа     | вільний день        |
| 15 листопада | четвер     | партія 5            |
| 16 листопада | п'ятниця   | партія 6            |
| 17 листопада | субота     | вільний день        |
| 18 листопада | неділя     | партія 7            |

| Дата         | День тижня | Подія                    |
| ------------ | ---------- | ------------------------ |
| 19 листопада | понеділок  | партія 8                 |
| 20 листопада | вівторок   | вільний день             |
| 21 листопада | середа     | партія 9                 |
| 22 листопада | четвер     | партія 10                |
| 23 листопада | п'ятниця   | вільний день             |
| 24 листопада | субота     | партія 11                |
| 25 листопада | неділя     | вільний день             |
| 26 листопада | понеділок  | партія 12                |
| 27 листопада | вівторок   | вільний день             |
| 28 листопада | середа     | додаткові партії         |
| 28 листопада | середа     | нагородження та закриття |

Усі партії починаються о 15:00 за місцевим часом (Ґрінвіч і UTC).

## Прогнози
Попри те, що на момент початку матчу рейтинг шахістів був майже однаковий (2835 у Карлсена та на 3 пункти менший у Каруани), явним фаворитом уважають норвежця (букмекер bwin на 12 партій матчу станом на ранок 9 листопада 2018: коефіцієнт 1,8 — перемога Карлсена, нічия — 4,5, перемога Каруани — 3,3). Рахунок перемог у партіях між ними із класичним контролем часу — 10-5 на користь чинного чемпіона.

## Результати
|                       | Рейтинг | Партії | Партії | Партії | Партії | Партії | Партії | Партії | Партії | Партії | Партії | Партії | Партії | Раху- нок |
| 1                     | Рейтинг | 2      | 3      | 4      | 5      | 6      | 7      | 8      | 9      | 10     | 11     | 12     |        | Раху- нок |
| --------------------- | ------- | ------ | ------ | ------ | ------ | ------ | ------ | ------ | ------ | ------ | ------ | ------ | ------ | --------- |
| Магнус Карлсен (NOR)  | 2835    | ½      | ½      | ½      | ½      | ½      | ½      | ½      | ½      | ½      | ½      | ½      | ½      | 6         |
| Фабіано Каруана (USA) | 2832    | ½      | ½      | ½      | ½      | ½      | ½      | ½      | ½      | ½      | ½      | ½      | ½      | 6         |

## Трансляція
Головний коментатор: Юдіт Полгар (Угорщина) — одна з найсильніших шахісток в історії, в окремих партіях вона перемагала одинадцятьох чемпіонів світу серед чоловіків.

## Реклама та комерція
Із метою популяризації майбутнього матчу 8 жовтня 2018 року в Манчестері чемпіон світу Магнус Карлсен зіграв партію в шахи з англійським футболістом Трентом Александер-Арнольдом, якого до зустрічі готували англійські шахові вундеркінди Шейрас Роял і К'ян Буї. Карлсен поставив мат гравцеві «Ліверпуля» за 17 ходів і 5 хвилин. Партію організувала «Лабораторія Касперського».
Власник комерційних прав на чемпіонський матч і марку «World Chess» — компанія «Agon Limited», яка 2012 року підписала з ФІДЕ договір на ексклюзивне право проведення всіх турнірів чемпіонського циклу до 2022 року.
До початку матчу французький бренд «ST Dupont», який виготовляє колекційні та подарункові ручки, випустив ексклюзивну обмежену партію паладієвих ручок (чорно-білих із візерунком шахівниці). Це 1500 ручок, кожна з яких має вигравіруваний унікальний порядковий номер.
Ціна квитків коливається від $60 до $130. Зала вміщує 400 осіб. Також шанувальники можуть за $20 придбати можливість перегляду прямої трансляції матчу. Це включає перегляд із кількох камер, зокрема за лаштунками, а також можливість ставити питання під час прес-конференцій.
Офіційний букмекерський партнер: «Unibet».

## Рейтинги учасників
| На цьому місці має відображатися графік чи діаграма, однак з технічних причин його відображення наразі вимкнено. Будь ласка, не видаляйте код, який викликає це повідомлення. Розробники вже працюють для того, щоби відновити штатне функціонування цього графіка або діаграми. | |
| | На цьому місці має відображатися графік чи діаграма, однак з технічних причин його відображення наразі вимкнено. Будь ласка, не видаляйте код, який викликає це повідомлення. Розробники вже працюють для того, щоби відновити штатне функціонування цього графіка або діаграми. |